# Sputnikkrisen
Sputnikkrisen var i västvärlden namnet på krisen som uppstod när Sovjetunionen, 4 oktober 1957, satte världens första satellit, Sputnik 1 i omloppsbana runt jorden. Krisen innebar också starten på rymdkapplöpningen mellan USA och Sovjetunionen.

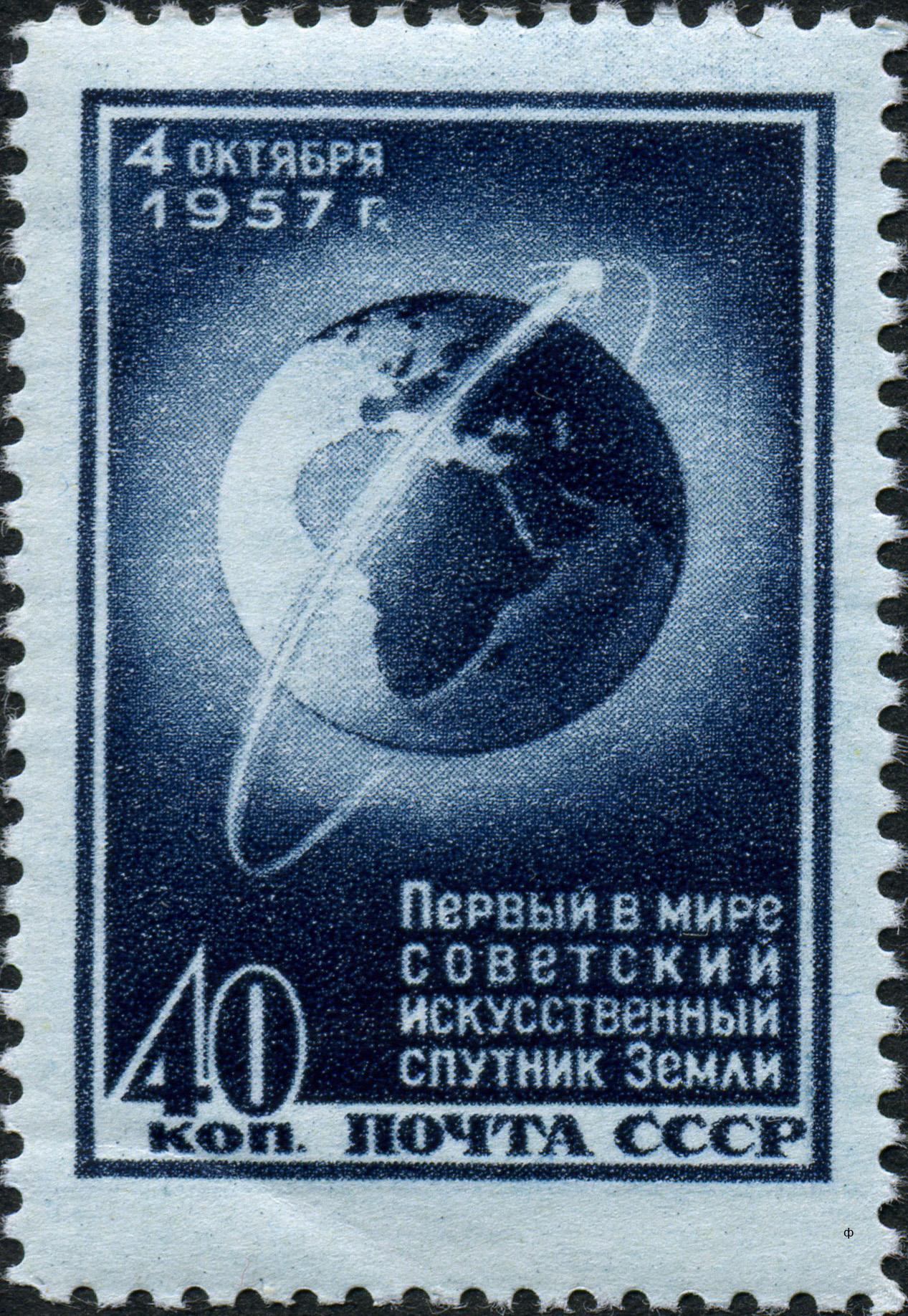
Frimärke som avbildar Sovjetunionens lyckade uppskjuting av Sputnik-1

## USA:s reaktioner
Det existerar två olika versioner på USA:s reaktioner efter avslöjandet.

### Den ovetande versionen
Denna version bygger på att USA var helt säkra på att de var det ledanda landet inom raketforskning och kunskap om rymden. Den oväntande uppskjutningen av "Sputnik 1" och två egna misslyckade satellituppskjutningar tydde på att de hade fel i denna uppskattning. Denna händelse var startskottet på rymdkapplöpningen. 

### Den vetande versionen
Denna version bygger på att USA kände till att Sovjetunionen planerade att skjuta upp en satellit i rymden, genom spionflygningar. Sovjetunionen ska ha tillåtits att ta det "första steget" i rymden, efter politiska beslut. Att tillåta Sovjetunionen skicka upp en satellit och låta den flyga över amerikanskt territorium skulle lätta på de diplomatiska spänningarna på USA:s hemliga satellitprogram, CORONA. Dess uppgift var att övervaka Sovjetunionens och Kinas utformande av ballistiska missiler. På så sätt kunde USA i praktiken förlänga otillåtelsen av Föredraget av "öppen himmel".

## Följder
Krisen fick USA att ta många initiativ 
- Efter två dagar hade Sputniks bana räknats ut av UIUC.
- Mer resurser lades ned på det redan existerande programmet Project Vanguard. Vars uppgift var att skicka upp en satellit i omloppsbana runt jorden.
- I februari 1958 tillkännagav politiska och militäriska organisationer att ett utökat behov av högsäkerhetsdepartement fanns. Detta resulterade så småningom i DARPA:s bildande.
- 29 juli 1958 undertecknade Eisenhower ett föredrag som ledde till NASA:s bildande.
- Nya ingenjörsutbildningar bildades för att skapa en ny generation av ingenjörer.
- Mer resurser gavs till rymdforskning. Större bidrag gavs till den "Nationella vetenskapliga stiftelsen". Mer än 100 miljoner $ tilldelades de extra, jämfört med tidigare år.
- Missilprogrammet kallat "Polaris" startades.
- 1960 beslutade John F. Kennedy att de s.k. "Minuteman missiles" skulle utökas till c:a 1000 stycken. Detta antal IBR:s var mycket högre än Sovjetunionens vid denna tid.